# Helmos
Helmos (řecky Χελμός) je pohoří nacházející se na severu poloostrova Peloponés v Řecku. Masiv leží v regionální jednotce Achaia. Nejvyšší vrchol je Aroania (2341 m), podle které se někdy nazývá stejně celý masiv.

## Charakteristika
Pohoří je 20 km dlouhé (sever-jih) a 10 km široké. Jedná se o dominantní trojvrcholovou horu s několika postranními výběžky a hřbety. Výška masivu je třetí největší na poloostrově. Úpatí hor je bohatě zalesněno.

## Vodstvo
Četné jsou zde hluboké kaňony, v kterých pramení několik řek, z nichž nejznámější je mytická Řeka mrtvých (Styx). Ta vyvěrá v rokli Mavroneri působivým vodopádem.